# Siarczan strontu
Siarczan strontu (nazwa Stocka: siarczan(VI) strontu), SrSO
4 – nieorganiczny związek chemiczny z grupy siarczanów, sól kwasu siarkowego i strontu na II stopniu utlenienia. Występuje w postaci minerału celestynu, będącego główną rudą strontu.

## Otrzymywanie
Siarczan strontu można otrzymać w reakcji wodorotlenku strontu i kwasu siarkowego. Wytrąca się wtedy biały osad w postaci siarczanu strontu:
Sr(OH)
2 + H
2SO
4 → 2H
2O + SrSO
4↓
Zamiast wodorotlenku, użyć można także tlenku lub węglanu.